# Hero Nation - Chapter Three
Hero Nation - Chapter Three è il terzo album della band power metal tedesca Metalium, uscito nel 2002

## Tracce
1. Source Of Souls – 1:13
2. Revenge Of Tizona – 3:45
3. In The Name Of Blood – 4:24
4. Rasputin – 5:34
5. Odin's Spell – 6:26
6. Accused To Be A Witch – 4:45
7. Throne In The Sky – 3:29
8. Odyssey – 4:35
9. Fate Conquered The Power – 5:28
10. Infinite Love – 5:42
11. Hero Nation – 12:26

## Formazione
- Henning Basse - voce
- Matthias Lange - chitarra
- Michael Ehré - batteria
- Lars Ratz - basso